# Guillermo Lovell
Guillermo Lovell (n. 14 ianuarie 1918, Dock Sud⁠(d), Buenos Aires, Argentina – d. 25 octombrie 1967) a fost un boxer ce a reprezentat Argentina, medaliat olimpic. A participat la o ediție a Jocurilor Olimpice (1936) în care a câștigat o medalie de argint.

## Participări
Lista de mai jos prezintă principalele competiții la care a participat Guillermo Lovell de-a lungul carierei.
- boxing at the 1936 Summer Olympics – heavyweight[*]